# ジェームズ・ウォルドグレイヴ (初代ウォルドグレイヴ伯爵)

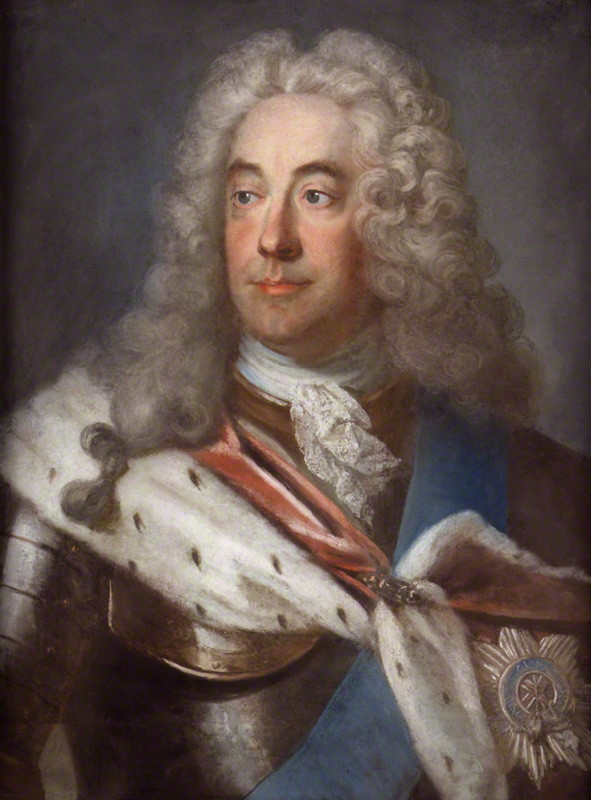
グスタフ・ルントベリによる肖像画、1738年-1740年頃。

初代ウォルドグレイヴ伯爵ジェームズ・ウォルドグレイヴ（英語: James Waldegrave, 1st Earl Waldegrave KG PC、1684年 - 1741年4月11日）は、グレートブリテン王国の貴族、外交官。駐墺大使と駐仏大使を歴任した。

## 生涯
第4代準男爵サー・ヘンリー・ウォルドグレイヴと妻ヘンリエッタ・フィッツジェームズ（1667年ごろ – 1730年4月3日、イングランド王ジェームズ2世と愛妾アラベラ・チャーチルの娘）の長男として、1684年に生まれた。1686年1月、父がウォルドグレイヴ男爵に叙された。1690年1月14日/24日に父が死去すると、ウォルドグレイヴ男爵位を継承した。
ウォルドグレイヴはフランスで教育を受け、1714年にカトリックの女性と結婚したが、妻が死去すると、国教会に改宗して、1722年2月12日に貴族院で宣誓して議員に就任した。このことがジャコバイトの間で論議を醸し、特に初代ベリック公爵ジェームズ・フィッツジェームズがウォルドグレイヴを痛烈に批判したため、プロテスタントとの宣言を疑う者はいなくなった。ウォルドグレイヴ男爵はロバート・ウォルポールを支持して、最初は1723年6月8日に国王ジョージ1世の寝室侍従の職を得ただけに過ぎなかったが、1725年9月11日には特命公使としてパリに派遣され、フランス王ルイ15世の結婚についてジョージ1世と王太子ジョージの祝いの言葉を届けた。1727年5月27日、ウィーン駐在イギリス大使に任命され、翌日に出発した。数日後にはジョージ1世死去の報せが届いたが、彼はかまわず任地に向かい、6月26日に到着した。在任中にイギリス、フランス、オーストリア間でパリにて締結された予備条約の履行に貢献した。1728年夏のソワソン会議ではパリに滞在したが、その後はウィーンに戻った。外交での功績により、1729年9月13日にグレートブリテン貴族であるサマセット州におけるチュートン子爵とウォルドグレイヴ伯爵に叙された。1730年6月に召還された後、同年8月7日にホレイショ・ウォルポールの後任としてパリ駐在大使に任命された。1735年2月12日に枢密顧問官に任命され、同年6月19日にエセックス海軍次官に任命された。
パリ駐在大使としての任務はスパイ活動の支援、ベリック公などのジャコバイトの監視、フランスとスペインの接近の阻止という3点だったが、特に3点目が困難だった。というのも、宰相のアンドレ＝エルキュール・ド・フルーリーは平和政策をとったものの、外務大臣ジェルマン・ルイ・ショーヴランはイギリスへの怒りを常に刺激しようとした。ショーヴランはジェームズ老僭王と陰謀を計画したが、1736年にほかの文書をウォルドグレイヴに渡すとき、老僭王からの手紙を一緒に渡してしまうというミスを犯し、ウォルドグレイヴは即座にニューカッスル公爵に報告（1736年10月11日）、ウォルポールは5,000から10,000ポンドの賄賂を提案した。結局賄賂が行われることはなく、ショーヴランは1737年2月に罷免された。1738年2月20日、ガーター勲章を授与された。その後も不安定な状況が続き、ウォルドグレイヴがフランス海兵隊についてのジョークを言ったことで人気を失ったが、1739年10月に英西間でジェンキンスの耳の戦争が勃発してもフルーリーが仲介を述べてイギリスとの決裂を回避したため、ウォルドグレイヴはパリに留まった。1740年10月20日に神聖ローマ皇帝カール6世が死去したことでヨーロッパ大戦がついに不可避の情勢となったが、直後にウォルドグレイヴが健康を害して帰国せざるを得なかった。
1741年4月11日、水腫症によりネイヴストックで死去、18日に同地の教会に埋葬された。長男ジェイムズが爵位を継承した。

## 家族
1714年5月20日ごろ、メアリー・ウェブ（Mary Webb、1695年ごろ – 1719年1月22日、第3代準男爵サー・ジョン・ウェブの娘）と結婚、2男1女をもうけた。メアリーは1719年1月22日に出産中に死亡した。
- ジェイムズ（1715年3月4日 – 1763年4月8日） - 第2代ウォルドグレイヴ伯爵[1]
- ジョン（1716年1月17日 ヘント – 1716年1月17日 ヘント） - 夭折[4]
- ヘンリエッタ（1717年1月2日 – 1753年5月31日） - 1734年7月7日、エドワード・ハーバート閣下（第2代ポウィス侯爵（英語版）の息子）と結婚。1738年/1739年、コヴェント・ガーデン・シアターの歌手ジョン・ビアードと再婚
- ジョン（1718年4月28日 – 1784年4月28日） - 第3代ウォルドグレイヴ伯爵[1]